# Aspidoscelis danheimae
Aspidoscelis danheimae (сан-хосейський батогохвіст) — вид ящірок родини теїдових (Teiidae). Ендемік Мексики.

## Поширення і екологія
Сан-хосейські батогохвости є ендеміками острова Сан-Хосе в Каліфорнійській затоці. Вони живуть на піщаних пляжах і кам'янистих рівнинах, рідше у скелястих передгір'ях.